# アンドレ・カズヌーヴ
アンドレ・カズヌーヴ（Andre Cazeneuve,1817年12月10日 - 1874年8月20日）は、フランス陸軍の下士官で、フランス帝室種馬飼育場付伍長。幕末にフランス軍事顧問団の一員として来日。戊辰戦争が始まると、旧幕府軍を支援して箱館戦争を戦った。

## 人物・生涯
来日前にクリミア戦争のセバストポリの攻囲戦（1854～1855年）等で戦っている。
1867年（慶応3年）5月、幕府陸軍の近代化を支援するため派遣されたフランス軍事顧問団より後、馬の輸送のためジュール・ブリュネらの本隊より遅れて来日した。1868年（明治元年）8月、軍籍を離脱したブリュネとともに、榎本武揚率いる旧幕府軍に合流、仙台で大鳥圭介と再会後、箱館戦争に参戦。
蝦夷地上陸後は、松前・江差攻略に参加し、その後、松前守備隊の軍事顧問に任じられた。1869年（明治2年）4月、松前での戦闘で脚踵を負傷、5月1日、ブリュネらと共に戦線を離脱、フランス軍艦コエトロゴンに投降または召捕えられ、6日（6月15日）、横浜着。護送されたのは、ブリューネ他四人、カゼノブ、ホルタン、ブヒヱ、マルランとされる。駐日公使・マキシミリアン・ウートレーによりサイゴンへ追放される。大鳥圭介は、「学術は浅かったけれども篤実朴直の性質で、戦地では鋭敏で臨機の策に長じ頗る勇猛で兵隊に先ちて進軍すると云ふ勢ひで、松前進軍の時も屡々勲功があった」と評している。
その後、1871年（明治4年）末までには再度来日し、1873年（明治6年）3月にナポレオン3世が幕府に贈呈したアラビア馬の活用を明治政府に進言している。元々このアラビア馬は軍馬の品種改良を意図して送られたものであり、幕府はその価値をよく理解し、カズヌーヴを飼育調教の指導係とし、小金牧の将軍の乗馬を育成する区画に厩舎を建て、飼育を開始したが、戊辰戦争で中断、明治政府の首脳にはこの意図を理解できる者がおらず、大名から城や領地を取り上げた明治政府が、馬の持ち主に提出を命じるのは「甚だ理不尽」と異例の配慮を示すなど、ほとんどが私物化されていた。
カズヌーヴはこの時点で26頭のうち種馬9頭の所在を確認しており、残りについても捜索を続けていた。
同年4月に明治政府に出仕し、翌1874年（明治7年）、6月末から90日程度で東北各県等をまわる予定だったが、帰路、病に倒れた。10月23日から治療を受け、11月19日には、フランス人ハイブル、医師マツセイも到着、医薬品を届けるため、千葉義胤に出張も命じられたが、11月21日午後12時20分か22分、志半ばで福島県の浪江町で逝去した。
明治政府に雇われた時のカズヌーヴの地位、リウーテナンもしくはリュトナンは、フランス陸軍では中尉を指し、陸軍省では中尉待遇であった。カズヌーヴの遺体は友人の「ハラフル氏」が引き受けた。